# جزيرة بانسيك الصغرى
جزيرة بانسيك الصغرى وهي جزيرة من جزر إندونيسيا، وتقع مقاطعة باسر في إقليم كالمنتان الشرقية في إندونيسيا.